# Capitana
Capitana è una località del comune di Quartu Sant'Elena, conosciuta per l'omonimo porticciolo turistico.

## Geografia
La località dista circa 10 chilometri da Quartu Sant'Elena e si può raggiungere con la Strada Provinciale 17 (SP 17) che collega Quartu a Villasimius.
Nel porto sfocia il Riu Cuba celebre perché nel suo corso è presente la cascata di San Pietro Paradiso.
Nella località ci sono diverse spiagge con acque chiare ma con fondo roccioso.

## Marina di Capitana
Il porto è stato aperto negli anni 80' e ha 480 posti, ha un piccolo cantiere navale con un travel lift che può sollevare fino a 60 tonnellate.